# Jaques-Yves-Francois-Bernard Rollot
Jaques-Yves-Francois-Bernard Rollot, francoski general, * 1895, † 1963.